# Arcicóllar
Arcicóllar es un municipio y localidad española de la provincia de Toledo, en la comunidad autónoma de Castilla-La Mancha. El término municipal tiene una población de 1082 habitantes (INE 2024).

## Toponimia
El término "Arcicóllar" deriva de "casa de cicolla". "Cicolla" podría venir de arcilla o arcillero, con lo que el topónimo significaría casa del arcillero. A mediados del siglo XII se denominó como Darcilla y Arcicolla.

## Geografía

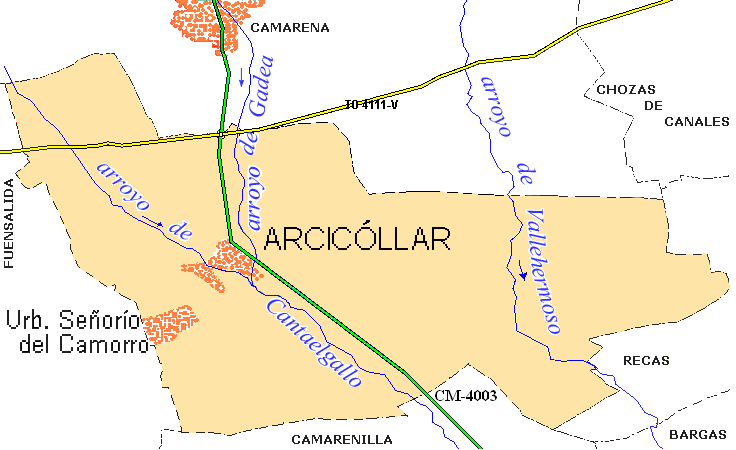
Croquis del término municipal de Arcicóllar

El municipio se encuentra en la comarca de Torrijos y linda con los términos municipales de Camarena, Recas, Camarenilla y Fuensalida, todos de Toledo. En el término municipal se encuentra una urbanización segregada denominada Señorío del Camorro.
El pueblo se sitúa en una llanura en las inmediaciones de los arroyos, Cantaelgallo, que desemboca en el Guadarrama, y su afluente Gadea. Al este es recorrido por otro arroyo denominado Vallehermoso, también seco en la mayor parte del año y que desemboca igualmente en el Guadarrama. 

## Historia
Aparece citada por vez primera en 1141 al entregar la villa Alfonso VII a Juan, arcediano de Segovia y futuro obispo de Osma entre 1148 y 1174, y al canónigo Arnaldo de Corvín. Diez años después se partió la villa entre sus dos dueños. En 1159 Corvín dona su parte a varias personas para que pueblen el territorio, momento en el cual se funda el pueblo. Por su lado, el obispo de Osma, entrega su mitad a una sobrina llamada Placencia, casada con Gonzalo Petri, ambos mozárabes. Años más tarde, su hija Columba, donará una cuarta parte de su propiedad a Juan Domínguez.
En el siglo XIII había un caserío cercano a la villa denominado Villafranca.
Hacia mediados del siglo XIX la villa tenía contabilizada una población de 209 habitantes. Su única industria era un pobre tejar, dedicándose la población a la producción de trigo, algarrobas, cebada, centeno y garbanzos. Su presupuesto municipal era de 3498 reales de los cuales 800 eran para pagar al secretario. La localidad aparece descrita en el segundo volumen del Diccionario geográfico-estadístico-histórico de España y sus posesiones de Ultramar de Pascual Madoz de la siguiente manera:

ARCICOLLAR: v. con ayunt. de la prov., adm. de rent. y dióc. de Toledo (4 leg.), part. jud. de Torrijos (2), aud. terr. y c. g. de Madrid (9): sit. al NO. de la cap. y al NE. de la del part. en una llanura que domina al inmediato pueblo de Camarenilla; su clima es poco sano, padeciéndose constantemente cuartanas: tiene 50 casas malísimas de 1 solo piso; consistorial, cárcel, escuela dotada en 400 rs. por los fondos públicos, á la que asisten 10 niños; 1 fuente con caño muy escasa, y de buenas aguas; é igl. parr. dedicada á la Asuncion de Ntra. Sra., matriz de Camarenilla y servida por 1 ecónomo, 1 esclaustrado y 1 capellan; en los afueras hay una hermosa alameda al SE. á mil pasos del pueblo, y el cementerio de mala construccion. Confina el térm. por N. con Camarena, E. Recas, S. Villamiel, O. Fuensalida y Huecas, en estension de 1/4 á 1/2 leg., y comprende 2,400 fan. de tierra de inferior calidad, por ser el terreno arenoso en su mayor parte y llano: los caminos son vecinales y en mal estado: la correspondencia se recibe en Valmojado por medio de balijero los domingos, miércoles y viérnes de cada semana: prod.: trigo, algarrobas, cebada, centeno y garbanzos: se mantienen 500 cab. de ganado lanar, 100 de cerda, 14 pares de mulas y 8 de bueyes de labor: ind.: un tejar malo; pobl.: 42 vec., 209 alm.: cap. prod.: 403,093 rs.: imp.: 10,446 rs.: contr.: 2,046 rs.: presupuesto municipal: 3,498, del que se pagan 800 al secretario por su dotacion, y se cubre con 610 que prod. los propios y repartimiento vecinal.
(Madoz, 1845, p. 472)

## Demografía
Cuenta con una población de 1082 habitantes (INE 2024).
| Gráfica de evolución demográfica de Arcicóllar entre 1842 y 2021                                                      |
| |
| Población de derecho según los censos de población del INE. Población de hecho según los censos de población del INE. |

| 575                       | 589 | 585 | 562 | 551 | 553 | 576 | 622 | 670 | 720 | 1263 | 863 |
| (Fuente: INE [Consultar]) |     |     |     |     |     |     |     |     |     |      |     |

NOTA: La cifra de 1996 está referida a 1 de mayo y el resto a 1 de enero.

## Economía
La principal fuente de ingresos es el cultivo de la vid. Los vinos de Arcicóllar pertenecen a la denominación de origen de Méntrida.
La actual falta de industrias en el municipio origina que gran parte de la población joven emigre a Madrid o se desplace diariamente hasta la vecina Fuensalida para trabajar en las fábricas y almacenes de calzado.

## Comunicaciones
- Carretera regional CM-4003, que nace en el Ventorrillo de San Francisco (p. k. 65 de la autovía de Toledo A-42) y une los municipios de Toledo, Bargas, Camarenilla Arcicóllar, Camarena, Las Ventas de Retamosa, y muere en Valmojado en la autovía de Extremadura A-5 (E-90).
- Carretera provincial TO-4111-V que va desde Torrijos a Casarrubios del Monte y cruza en perpendicular con la CM-4003 en el límite fronterizo entre Camarena y Arcicóllar.
- Línea de autobuses diarios hasta Madrid y Toledo, actualmente a cargo de la empresa Samar.

## Administración
| Periodo   | Nombre                                                           | Partido       |
| --------- | ---------------------------------------------------------------- | ------------- |

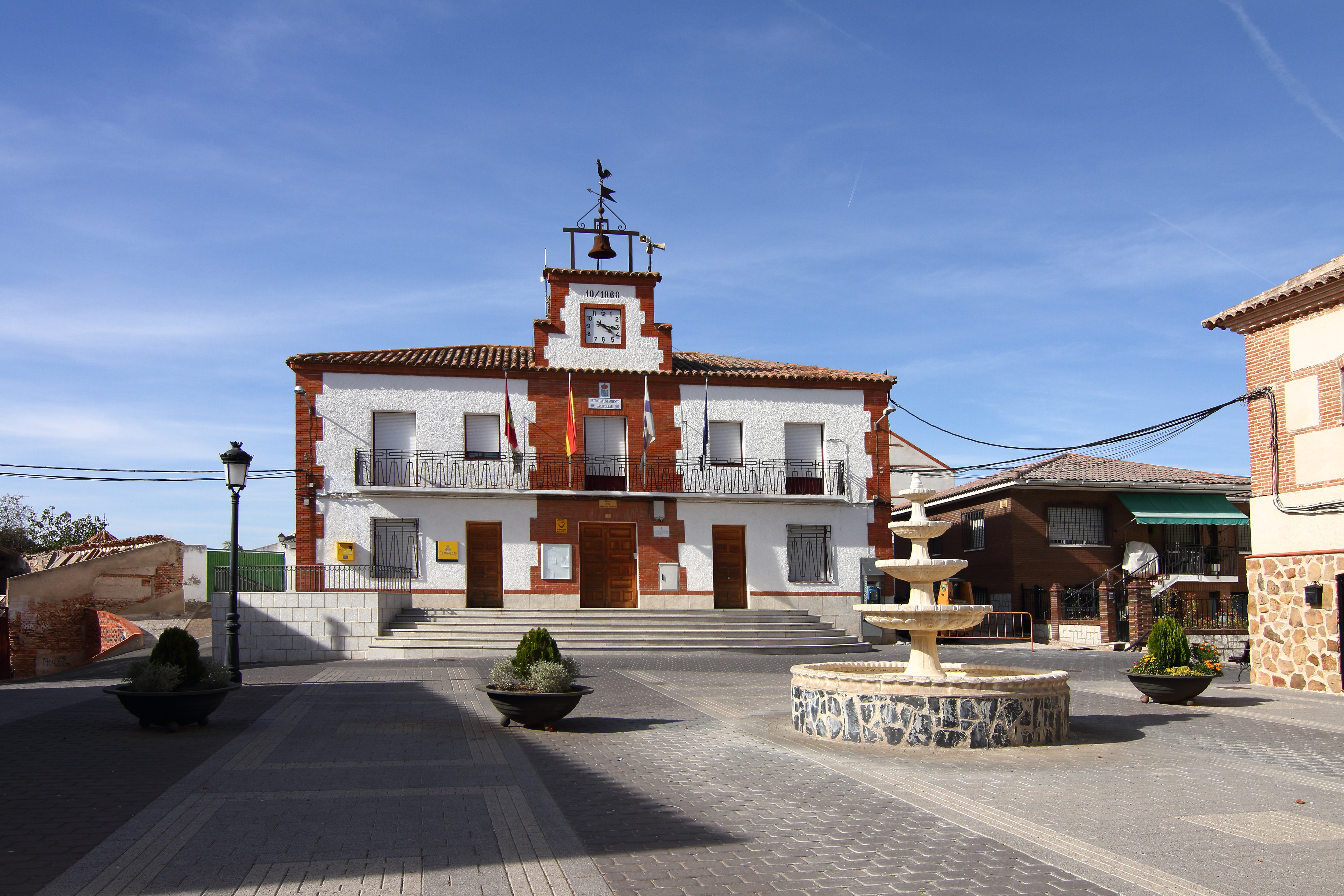
Casa consistorial

| 1979-1983 | Antonio Cubillo Saavedra                                         | AP/PDP/UL     |
| 1983-1987 | Antonio Cubillo Saavedra                                         | AP/PDP/UL     |
| 1987-1991 | Antonio Cubillo Saavedra                                         | Independiente |
| 1991-1995 | Francisco Sánchez García                                         | PSOE          |
| 1995-1999 | José María Holgado Gutiérrez                                     | PP            |
| 1999-2003 | José María Holgado Gutiérrez                                     | PP            |
| 2003-2007 | José María Holgado Gutiérrez                                     | PP            |
| 2007-2011 | José María Holgado Gutiérrez                                     | PP            |
| 2011-2015 | José María Holgado Gutiérrez                                     | PP            |
| 2015-2019 | Filiberto Bañares Sánchez Julio César Agudo Ferrero (desde 2017) | PSOE Cs       |

## Patrimonio

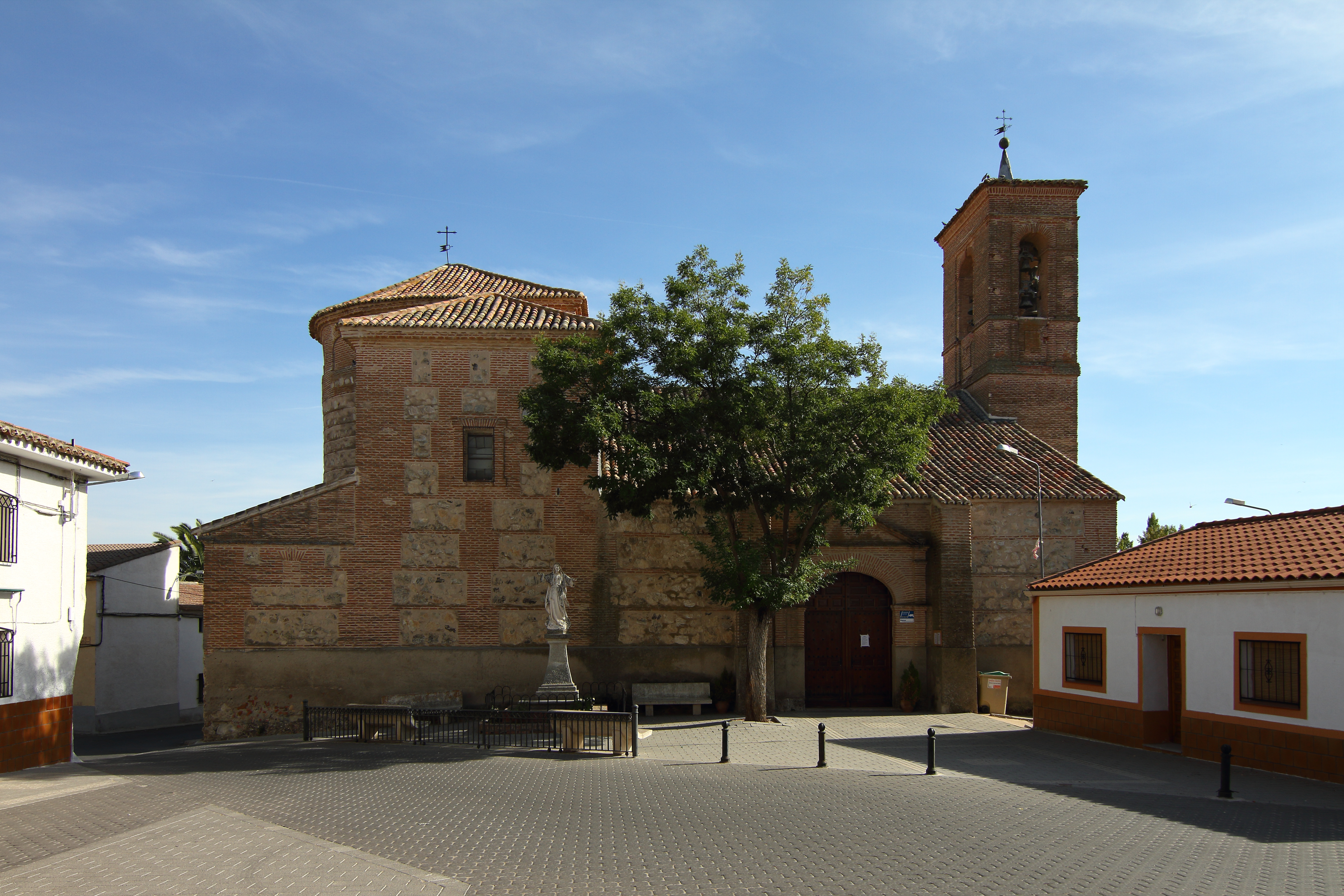
Iglesia Nuestra Sra. de la Asunción

En la localidad se encuentra la iglesia parroquial de Nuestra Señora de la Asunción del siglo XVI, declarada bien de interés cultural.

## Fiestas
- Las fiestas de San Blas y la Virgen de la Candelaria, celebradas en el primer fin de semana de febrero.
- Semana Santa
- Las fiestas patronales son en honor a Nuestra Senora de la Visitación.La cual se celebra en el primer fin de semana del mes de julio.